# ドネツ
ドネツ(ウクライナ語: Донецьドネーツィ；ロシア語: Донецダニェーツ)は、ウクライナの地名である。ドネツ川流域に関連する地名で、ドネツィクなどの都市名はこれに由来する。また、石炭の豊富な地域としても知られ、ドネツ炭田(ドンバス)は世界的に有名である。